# والتر كورتيس
والتر كورتيس (بالإسبانية: Walter Cortés) هو لاعب كرة قدم كوستاريكي، ولد في 2000 في سان خوسيه في كوستاريكا. لعب مع بثلهام ستييل.

## روابط خارجية
- والتر كورتيس على موقع قاعدة بيانات كرة القدم.إي يو (الإنجليزية)
- والتر كورتيس على موقع Soccerway.com (الإنجليزية)